# Siam Ocean World
Sea Life Bangkok Ocean World (ранее Siam Ocean World) — второй по величине океанариум в Юго-Восточной Азии, который находится в Бангкоке (Таиланд). Океанариум занимает около 10 000 м², представляя сотни различных видов морских обитателей в аквариумах общим водоизмещением около 5 000 000 литров.
Океанариум ставит своей целью как развлечение, так и просвещение посетителей. Благодаря официальным образовательным программам океанариум способствует распространению среди посетителей принятия и понимания водной среды в соответствии с официальной программой Таиланда.
В океанариуме принято двойное ценообразование, то есть жители Таиланда и эмигранты платят за входной билет половину цены по сравнению с иностранцами.

## Обитатели океанариума
- Гигантский краб-паук. Предполагается, что они являются самыми большими членистоногими в воде. Живут на дне океана (приблизительно на глубине 300 метров). В основном таких крабов находят в водах Японии. Они могут вырастать до 12 футов.
- Гигантский тихоокеанский осьминог. Считается самым долгоживущим среди всех видов осьминогов: срок его жизни около 4 лет. Размер может достигать 30 футов, а вес — 600 фунтов. Осьминог использует специальные пигментные клетки, чтобы воспроизводить цвета самых сложных кораллов и камней.
- Орляковидные. Подотряд хрящевых рыб отряда хвостоколообразных. Обитают в мелких прибрежных водах умеренного пояса. Имеют плоское тело, а глаза и рот расположены на противоположных сторонах туловища. Срок жизни составляет от 15 до 20 лет. В длину могут достигать 6,5 футов и весить до 300 кг.
- Очковые или африканские пингвины. Вид пингвинов, обитающих в климате, подобном климату Юго-Западной Африки.
- Морские звезды. Множество видов морских звезд обитает в океанариуме Sea World. Посетители могут потрогать некоторые виды морских звезд под присмотром сотрудника океанариума.
- Другие обитатели Sea Life Ocean World Bangkok. Помимо акул, пингвинов и морских звезд в океанариуме можно увидеть различные виды морских коньков, лягушек и медуз.

## Oceanis Australia Group
Компания Oceanis Group была основана в 1993. Компания Oceanis Australia Pty Ltd была самым крупным в мире владельцем океанариумов (по количеству посетителей и объему выставочных площадей). Эта компания имела океанариумы в Мельбурне, Мулулабе (Австралия), Пусане (Южная Корея) и управляла океанариумом в Шанхае.
Компания Oceanis group была в 2011 году приобретена компанией Merlin Entertainments, второй в мире по величине компанией, владеющей развлекательными заведениями, включая такие как Леголанд и Музей мадам Тюссо.